# Harwood (Misuri)
Harwood es una villa ubicada en el condado de Vernon en el estado estadounidense de Misuri. En el Censo de 2010 tenía una población de 47 habitantes y una densidad poblacional de 172,83 personas por km².

## Geografía
Harwood se encuentra ubicada en las coordenadas 37°57′24″N 94°9′14″O / 37.95667, -94.15389. Según la Oficina del Censo de los Estados Unidos, Harwood tiene una superficie total de 0.27 km², de la cual 0.27 km² corresponden a tierra firme y (0%) 0 km² es agua.

## Demografía
Según el censo de 2010, había 47 personas residiendo en Harwood. La densidad de población era de 172,83 hab./km². De los 47 habitantes, Harwood estaba compuesto por el 95.74% blancos, el 0% eran afroamericanos, el 4.26% eran amerindios, el 0% eran asiáticos, el 0% eran isleños del Pacífico, el 0% eran de otras razas y el 0% pertenecían a dos o más razas. Del total de la población el 0% eran hispanos o latinos de cualquier raza.